# Посттравматична рапсодія
«Посттравматична рапсодія» — українська епічна драма, знята режисером Павлом Когутом, екранізація однойменної п’єси Дмитра Корчинського. Стрічка розповідає про бійця добровольчого батальйону Сашка, що, виживши після обстрілу під Іловайськом, пробирається до своїх — і зустрічає дорогою найнеочікуваніших супутників і ворогів. Прем’єра була запланована на кінець січня 2018. З червня 2018 року доступний для перегляду на Youtube на каналі «Всесвітньо-Броварське Телебачення».

## Історія
П’єса «Посттравматична рапсодія» побачила світ у 2016. Тоді ж з’явилася ідея екранізації. У 2017 р. п’єса була поставлена на сцені і з успіхом пройшла у Києві, Маріуполі, Львові, Одесі, Сумах, Івано-Франківську, Коломиї. Знімання фільму відбулися наприкінці 2017.

## Виробництво
«Посттравматична рапсодія» стала дебютною стрічкою режисера Павла Когута у кіно. Сценарій для фільму написав Дмитро Корчинський. Знімання відбулися у листопаді-грудні 2017 р. у Києві
- Режисер: Павло Когут
- Автор сценарію: Дмитро Корчинський
- Оператор: Сергій Смичок
- Композитор: Тарас Компаніченко
- Продюсери: Павло Когут, Дмитро Корчинський
- Художник-постановник: Михайло Мельник
- Лінійні продюсери: Олександр Антоненко, Віталій Чорний
- Художник по костюмах: Віталій Чорний
- Реквізитор: Андрій Ватолкін

## У ролях
- Назар Борушок — Сашко
- Максим Зерко — Всеволод
- Владислав Фуківський — Петрик
- Тарас Компаніченко — кобзар
- Анатолій Гнатюк — Гундермарк
- Ілля Кива — Батько Махно
- Анатолій Пашинін — Манштейн
- Юлія Тайра Паєвська — парамедик
- Віталій Чорний — бродник

### Актори епізодичних сцен
- Чжан Цзявей
- Олександр Рудинський
- Марат Сайфулін
- Андрій Ватолкін
- Олексій Середюк
- Артем Безверхий
- Віктор Швецов
- Максим Михайлов
- Ростислав Федорко
- Олександр Тищенко
- Юрій Горовець
- Владислав Літвінчук

## Саундтрек
Музика у фільмі звучить у виконанні кобзаря, лідера гурту «Хорея Козацька», заслуженого артиста України Тараса Компаніченка. Серед пісень є і сучасні, і такі, що відповідають історичним періодам, представленим у стрічці.

## Цікаві факти
Серед акторів, що знімалися у фільмі, багато бійців добровольчих батальйонів та Збройних сил. Зокрема, Артем Безверхий — учасник оборони Донецького аеропорту, боєць 81 десантно-штурмової бригади. Марат Сайфулін, Андрій Ватолкін, Олексій Середюк, Максим Михайлов, Олександр Тищенко, Юрій Горовець — у 2014–2015 були бійцями добровольчих батальйонів «Свята Марія», «Азов», «Шахтарськ». Віталій Чорний — учасник добровольчого руху.
Анатолій Пашинін — відомий російський та український актор, після початку Російсько-Української війни воює добровольцем на боці України (боєць 8-го ОБ УДА «Аратта») та Юлія Тайра Паєвська (парамедик ASAP «Ангели Тайри») приїхали для фільмування з фронту.
Автор сценарію Дмитро Корчинський, актори Олексій Середюк і Марат Сайфулін брали участь у штурмі Іловайська у серпні 2014.